# Johannes Vold
Johannes Vold (né le 12 mai 1945 en Norvège) est un joueur de football norvégien, qui jouait en tant qu'attaquant.
International et auteur de 439 buts dans le championnat de Norvège (la plupart en deuxième division) dont 274 pour le Bryne FK (record pour le club), il a terminé meilleur buteur de la saison 1972, à égalité avec le joueur Egil Solberg.